# Port lotniczy Jose Maria Velasco Ibarra
Port lotniczy José María Velasco Ibarra – port lotniczy położony w mieście Macará, w Ekwadorze.